# Zygopetalum pedicellatum
Zygopetalum pedicellatum är en orkidéart som först beskrevs av Olof Swartz, och fick sitt nu gällande namn av Leslie Andrew Garay. Zygopetalum pedicellatum ingår i släktet Zygopetalum och familjen orkidéer. Inga underarter finns listade i Catalogue of Life.

## Bildgalleri

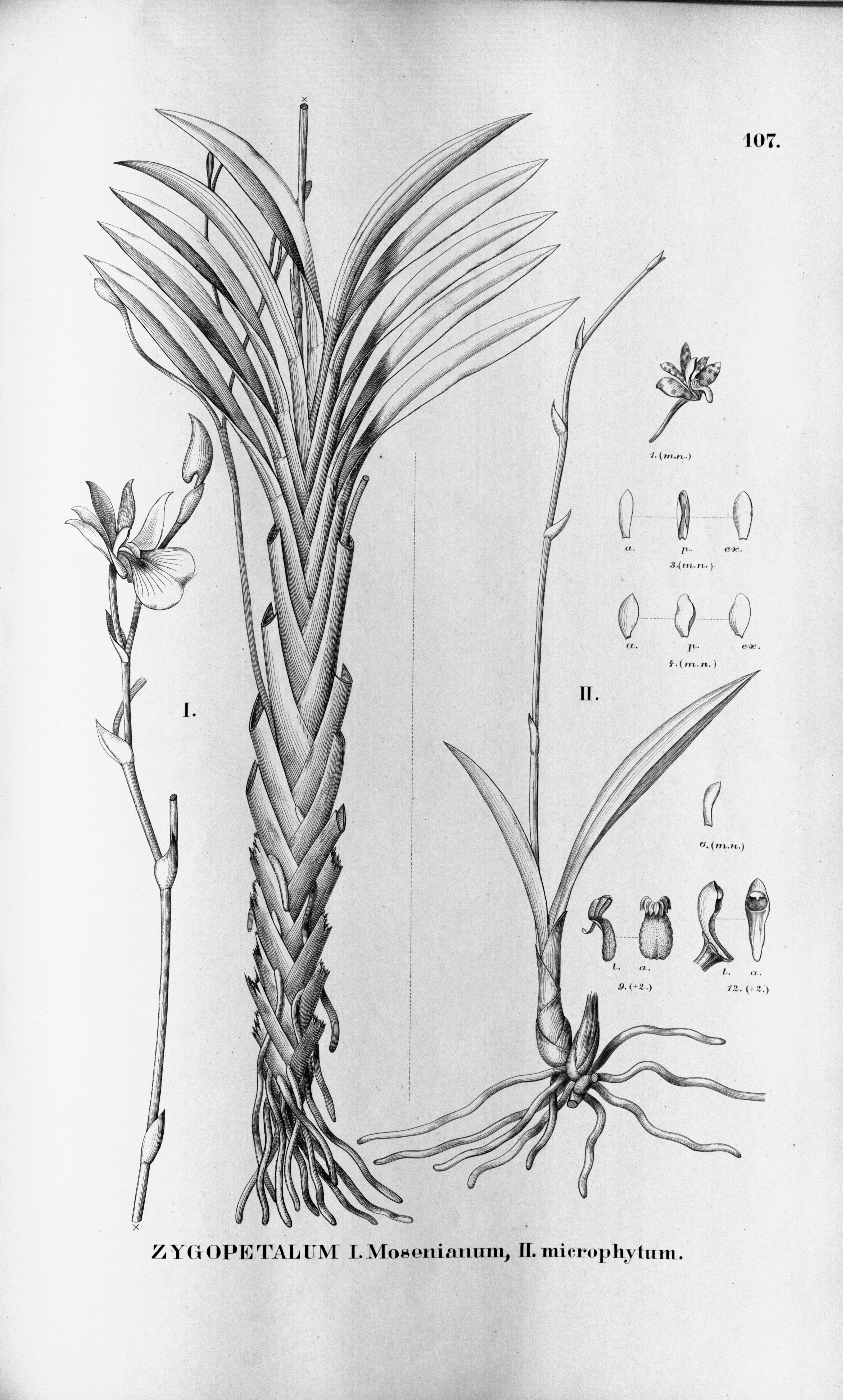